# Copales, Huanímaro
Copales är en ort i Mexiko.   Den ligger i kommunen Huanímaro och delstaten Guanajuato, i den centrala delen av landet, 270 km väster om huvudstaden Mexico City. Copales ligger 1 722 meter över havet och antalet invånare är 205.
Terrängen runt Copales är platt åt sydväst, men åt nordost är den kuperad. Runt Copales är det ganska tätbefolkat, med 124 invånare per kvadratkilometer. Närmaste större samhälle är Pénjamo, 17,6 km väster om Copales. Trakten runt Copales består till största delen av jordbruksmark.